# Championnat de France masculin de volley-ball 1989-1990
Navigation
Saison précédente Saison suivante
Le Championnat de France de volley-ball Nationale 1 1989-1990 a opposé les dix meilleures équipes françaises de volley-ball.
Stade Français et Saint-Nazaire ont rejoint la Nationale 1 à l'issue de la saison 1988-89.

## Listes des équipes en compétition
| \| Bordeaux Cannes Fréjus Grenoble Lyon Montpellier RC France Saint-Nazaire Sète Stade Français \| Localisation des clubs engagés dans le championnat. |
| Bordeaux Cannes Fréjus Grenoble Lyon Montpellier RC France Saint-Nazaire Sète Stade Français                                                           |

| JSA Bordeaux   |
| AS Cannes      |
| AS Fréjus      |
| AS Grenoble    |
| ASUL Lyon      |
| Montpellier UC |
| Racing CF      |
| Saint-Nazaire  |
| Arago de Sète  |
| Stade Français |

## Formule de la compétition
- Première phase : Dix équipes en compétition avec dix huit matches aller et retour du 21 octobre 1989 au 3 mars 1990. Le vainqueur est qualifié pour une coupe confédérale.
- Deuxième phase : Les six premiers du classement sont répartis dans deux poules de trois (1, 4 et 5 d'une part, 2, 3 et 6 de l'autre). Les trois équipes se rencontrent sur deux tournois en week-end (10 et 11 mars 1990 puis 17 et 18 mars 1990). Un classement général est établi au terme des matches.
- Troisième phase : Un tournoi s'est disputé à Paris le 23 et le 24 mars 1990 avec des demi-finales croisées (1er d'une poule contre 2e de l'autre). Le titre de champion a été attribué pour la première fois à l'issue d'une finale. Des matches de départages pour l'attribution de la 3e et de la 5e place ont eu lieu également.

## Saison régulière

### Classement
| #  | Équipe         |
| 1  | AS Fréjus      |
| 2  | AS Cannes      |
| 3  | AS Grenoble    |
| 4  | JSA Bordeaux   |
| 5  | ASUL Lyon      |
| 6  | Racing CF      |
| 7  | Montpellier UC |
| 8  | Arago de Sète  |
| 9  | Stade Français |
| 10 | Saint-Nazaire  |